# Фінал кубка Англії з футболу 1949
Фінал кубка Англії з футболу 1949 — 68-й фінал найстарішого футбольного кубка у світі. Учасниками фіналу були «Лестер Сіті» і «Вулвергемптон Вондерерз». Володарем кубкового трофею став «Вулвергемптон Вондерерз».

## Шлях до фіналу
| «Лестер Сіті»      | «Лестер Сіті» | «Лестер Сіті»                                                        | Раунд           | «Вулвергемптон Вондерерз» | «Вулвергемптон Вондерерз» | «Вулвергемптон Вондерерз»                                            |
| ------------------ | ------------- | -------------------------------------------------------------------- | --------------- | ------------------------- | ------------------------- | -------------------------------------------------------------------- |
| Суперник           | Результат     | Матчі                                                                |                 | Суперник                  | Результат                 | Матчі                                                                |
| «Бірмінгем Сіті»   | 4—3           | 1—1 на виїзді, 1—1 вдома (перегравання), 2—1 на виїзді(перегравання) | Третій раунд    | «Честерфілд»              | 6—0                       | 6—0 вдома                                                            |
| «Престон Норт-Енд» | 2—0           | 2—0 вдома                                                            | Четвертий раунд | «Ґейтсгед»                | 3—1                       | 3—1 на виїзді                                                        |
| «Лутон Таун»       | 10—8          | 5—5 на виїзді, 5—3 вдома (перегравання)                              | П'ятий раунд    | «Ліверпуль»               | 3—1                       | 3—1 вдома                                                            |
| «Брентфорд»        | 2—0           | 2—0 на виїзді                                                        | Шостий раунд    | «Вест-Бромвіч Альбіон»    | 1—0                       | 1—0 вдома                                                            |
| «Портсмут»         | 3—1           | 3—1 на нейтральному полі                                             | 1/2 фіналу      | «Евертон»                 | 2—1                       | 1—1 дч на нейтральному полі, 1—0 на нейтральному полі (перегравання) |

## Матч
| 30 квітня 1949 |

| Лестер Сіті  | 1:3      | Вулвергемптон Вондерерз |
| ------------ | -------- | ----------------------- |
| Гріффітс 47' | Протокол | Пай 13', 42' Сміт 64'   |

| Вемблі, Лондон Глядачів: 98 920 Арбітр: Рег Мортімер |

|  |  |

|                  |  |                    |  |
|                  |  |                    |  |
| В                |  | Гордон Бредлі      |  |
| З                |  | Сенді Скотт        |  |
| З                |  | Тед Джеллі         |  |
| ПЗ               |  | Джонні Кінг        |  |
| ПЗ               |  | Норман Пламмер (к) |  |
| ПЗ               |  | Вальтер Гаррісон   |  |
| Н                |  | Чарлі Адам         |  |
| Н                |  | Кен Чисгольм       |  |
| Н                |  | Джиммі Гаррісон    |  |
| Н                |  | Джек Лі            |  |
| Н                |  | Мал Гріффітс       |  |
| Головний тренер: |  |                    |  |
| Джонні Данкан    |  |                    |  |

|                  |  |                  |  |
|                  |  |                  |  |
| В                |  | Берт Вільямс     |  |
| З                |  | Террі Спрінгторп |  |
| З                |  | Рой Прітчард     |  |
| ПЗ               |  | Біллі Райт (к)   |  |
| ПЗ               |  | Біллі Шортгауз   |  |
| ПЗ               |  | Біллі Крук       |  |
| Н                |  | Джиммі Маллен    |  |
| Н                |  | Джиммі Данн      |  |
| Н                |  | Джесс Пай        |  |
| Н                |  | Семмі Сміт       |  |
| Н                |  | Джонні Хенкокс   |  |
| Головний тренер: |  |                  |  |
| Стен Калліс      |  |                  |  |